# Лебедево
Ле́бедево (рос. Лебедево, марій. Левник) — присілок у складі Марі-Турецького району Марій Ел, Росія. Входить до складу Хлібниковського сільського поселення.

## Населення
Населення — 46 осіб (2010; 59 у 2002).
Національний склад (станом на 2002 рік):
- удмурти — 42 %
- росіяни — 42 %